# Owlsmoor
Owlsmoor – dzielnica miasta Sandhurst, w Anglii, w hrabstwie ceremonialnym Berkshire, w dystrykcie (unitary authority) Bracknell Forest. Leży 17 km na południowy wschód od centrum miasta Reading i 49 km na zachód od centrum Londynu. W 2011 roku dzielnica liczyła 5116 mieszkańców.